# National Hockey Stadium (Lahore)
National Hockey Stadium  je stadion za šport hokej na travi. 
Nalazi se u pakistanskom gradu Lahoreu.
Od značajnijih međunarodnih natjecanja, na njemu su se održali Prvački trofeji 1994. i 1998. godine.